# Julie Christie
Julie Frances Christie (Chabua, 14 de abril de 1940) é uma atriz britânica, nascida na Índia. Considerada um ícone do "Swinging Sixties", ela recebeu vários prêmios ao longo de sua carreira, incluindo um Oscar, um Globo de Ouro, um prêmio BAFTA e um SAG Award. Também apareceu em seis dos "100 maiores filmes britânicos do século XX", segundo o British Film Institute, e em 1997, recebeu o BAFTA Fellowship.
O seu primeiro papel de destaque no cinema foi em O Mundo Fabuloso de Billy Liar (1963). Ela chamou a atenção internacional por suas atuações em Darling - a Que Amou demais (1965), pelo qual ganhou o Oscar de melhor atriz, e em Doutor Jivago (1965).
Nos anos seguintes, estrelou diversos outros papeis no cinema como em Farenheit 451 (1966), Longe Deste Insensato Mundo (1967), Petúlia - Um Demônio de Mulher (1968), O Mensageiro (1971), Onde os Homens São Homens (1971), pelo qual recebeu a sua segunda indicação ao Oscar, Inverno de Sangue em Veneza (1973), Shampoo (1975) e O Céu Pode Esperar (1978).
A partir do início da década de 1980, suas aparições em filmes diminuíram, embora ela tenha desempenhado papéis como Thetis no épico histórico Troia de Wolfgang Petersen e como Madame Rosmerta em Harry Potter e o Prisioneiro de Azkaban (ambos em 2004). Christie continuou a receber significativo reconhecimento da crítica por seu trabalho, incluindo indicações ao Oscar pelos filmes O Despertar do Desejo (1997) e Longe Dela (2007).

## Início da vida
Christie nasceu em 14 de Abril de 1940 em Singlijan Tea Estate, na Índia, filha mais velha de Rosemary, uma pintora, e Francis "Frank" St. John Christie.
Após o divórcio de seus pais, Christie passou um tempo com sua mãe na zona rural do País de Gales. Como todas as garotas adolescentes da Escola Tribunal Wycombe, ela interpretou "Delfim" em uma produção de Shaw 's Joan Santo. Mais tarde, ela estudou na Escola Central de Expressão e Drama.

## Carreira

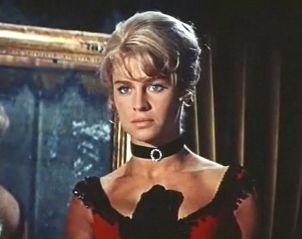
Julie Christie em Doctor Zhivago.

### Início
Christie fez sua estreia em produções da televisão Britânica em 1957. Ela chegou a ser candidata ao papel de Honey Rider no primeiro filme de James Bond, Dr. No, mas o produtor achou que ela tinha seios muito pequenos para o papel.
Em 1962, ela atuou como coadjuvante nas comédias Ealing Studios: Crooks Anonymous e The Fast Lady. Mas o sucesso veio quando o diretor John Schlesinger lançou ela após uma atriz desistir no filme Billy Liar que lhe rendeu uma indicação ao BAFTA.
Mais tarde Schlesinger fez com que Christie ficasse mundialmente conhecida pelo papel como uma prostituta no filme Darling, após Shirley MacLaine desistir do papel, que rendeu para Christie o Oscar de Melhor Atriz.
Em 1965 ela atuou em mais dois filmes, um foi Young Cassidy, que foi dirigido por John Ford apesar dele não ter sido creditado, e o outro foi a produção de David Lean que é considerado o oitavo filme de maior bilheteria ajustado com a inflação, Doctor Zhivago. Nos anos seguintes Christie atuou em diversos filmes incluindo Fahrenheit 451 (1966), Far from the Madding Crow (1967), Petulia (1968) com George C. Scott.
Christie atuou em bem menos filmes na década de 1970, ela atuou no filme de Robert Altman no filme McCabe & Mrs. Miller que rendeu a ela sua segunda indicação ao Oscar. Durante este período ela teve um relacionamento com Warren Beatty e atuou em diversos filmes dele como Shampoo (1975) e Heaven Can Wait (1978). Ela também estrelou The Go-Between (1971), Don't Look Now (1973), e Demon Seed (1977).

### Atualmente
Durante a década de 80, Christie ficou afastada do cinema, trabalhando apenas em algumas produções  The Return of the Soldier (1982) e Heat and Dust (1983), e no filme de Sidney Lumet Power (1986).
Na década de 90, ela atuou em Hamlet filme de Kenneth Branagh, ela fez também o filme independente Afterglow, que lhe rendeu outra indicação ao Oscar, mas ainda assim ela continuou em uma quase aposentadoria, atuando apenas de vez em quando.
Em 2004, Christie fez diversas aparições em filmes como em Harry Potter e o Prisioneiro de Azkaban e Troy. Além de atuar como a mãe de Kate Winslet no filme Finding Neverland que lhe rendeu outra indicação ao BAFTA.
Após muita insistência de sua amiga Sarah Polley, ela aceitou atuar no filme Away from Her, filme onde ela interpreta Fiona uma mulher sofrendo de Mal de Alzheimer. Sua interpretação rendeu diversos prêmios importantes e de prestígio, como o Screen Actors Guild de Melhor Atriz Principal (Cinema) e o Globo de Ouro - Melhor Atriz (Drama), e tornou ela a franca favorita ao Oscar, mas acabou perdendo para a francesa Marion Cotillard.
Atualmente Christie atuou como a vovó no filme Red Riding Hood. E recentemente no suspense The Company You Keep (2012), com Robert Redford.

## Vida pessoal

### Relacionamentos
Ela chegou a ficar noiva de Don Bessant, que era um professor de arte, em 1965, antes de começar um famoso relacionamento com Warren Beatty, que rendeu uma série de parceria em filmes conhecidos, um deles é o filme Shampoo, onde Christie que era feminista, quase recusou por ser um filme machista mas só aceitou por causa do seu namoro.
Ela também se relacionou com Terence Stamp e Donald Sutherland, mas o relacionamento mais duradouro foi com Duncan Campbell, um jornalista do The Guardian, relação que começou no fim da década de 1970, mas eles só se casaram em 2007.

### Ativismo
Christie, além de feminista, atua defendendo várias causas diferentes, uma delas a defesa dos direitos dos animais, e também a defensa do Meio Ambiente. Já se declarou contra as armas nucleares, além se ser extremamente ativa em uma campanha de solidariedade a Palestina.

## Filmografia
| Ano  | Título                                   | Papel                    | Notas |
| ---- | ---------------------------------------- | ------------------------ | --- |
| 1961 | Ann                                      |                          | Televisão |
| 1962 | Crooks Anonymous                         | Babette LaVern           | |
| 1962 | The Fast Lady                            | Claire Chingford         | |
| 1963 | Billy Liar                               | Liz                      | Indicada — BAFTA de Melhor Atriz |
| 1965 | Young Cassidy                            | Daisy Battles            | |
| 1965 | Darling                                  | Diana Scott              | Oscar de Melhor Atriz BAFTA de Melhor Atriz New York Critics Circle Award de Melhor Atriz Moscow International Film Festival National Board of Review Award de Melhor Atriz Indicada - Globo de Ouro - Melhor Atriz (Drama) |
| 1965 | Doctor Zhivago                           | Lara Antipova            | BAFTA de Melhor Atriz National Board of Review Award de Melhor Atriz |
| 1966 | Fahrenheit 451                           | Clarisse / Linda Montag  | Indicada - BAFTA de Melhor Atriz |
| 1967 | Far from the Madding Crowd               | Bathsheba Everdene       | |
| 1968 | Petulia                                  | Petulia Danner           | |
| 1969 | In Search of Gregory                     | Catherine Morelli        | |
| 1970 | The Go-Between                           | Marian – Lady Trimingham | Indicada - BAFTA de Melhor Atriz |
| 1971 | McCabe & Mrs. Miller                     | Constance Miller         | Indicada - Oscar de Melhor Atriz |
| 1973 | Don't Look Now                           | Laura Baxter             | Indicada - BAFTA de Melhor Atriz |
| 1975 | Shampoo                                  | Jackie Shawn             | Indicada - Golden Globe Award de Melhor Atriz — Comédia ou Musical |
| 1977 | Demon Seed                               | Susan Harris             | |
| 1978 | Heaven Can Wait                          | Betty Logan              | |
| 1981 | Memoirs of a Survivor                    | 'D'                      | |
| 1982 | The Return of the Soldier                | Kitty Baldry             | |
| 1982 | Les Quarantièmes rugissants              | Catherine Dantec         | |
| 1983 | Heat and Dust                            | Anne                     | |
| 1983 | The Gold Diggers                         | Ruby                     | |
| 1983 | Separate Tables                          | Mrs. Shankland           | |
| 1986 | Champagne amer                           | Betty Rivière            | |
| 1986 | Power                                    | Ellen Freeman            | |
| 1986 | Miss Mary                                | Mary Mulligan            | |
| 1986 | Sins of the Fathers                      | Charlotte Deutz          | |
| 1996 | Dragonheart                              | Queen Aislinn            | |
| 1996 | Hamlet                                   | Gertrude                 | |
| 1997 | Afterglow                                | Phyllis Mann             | Indicada - Oscar de Melhor Atriz Indicada - Oscar de Melhor Atriz Indicada - Satellite Award de Melhor Atriz (Drama) |
| 2001 | Belphégor - Le fantôme du Louvre         | Glenda Spender           | |
| 2001 | No Such Thing                            | Dr. Anna                 | |
| 2002 | I'm with Lucy                            | Dori                     | |
| 2002 | Snapshots                                | Narma                    | |
| 2004 | Troy                                     | Thetis                   | Cameo |
| 2004 | Harry Potter and the Prisoner of Azkaban | Madam Rosmerta           | Cameo |
| 2004 | Finding Neverland                        | Mrs. Emma du Maurier     | Indicada - BAFTA de Melhor Atriz Coadjuvante |
| 2006 | Away from Her                            | Fiona Anderson           | Critics' Choice Award de Melhor Atriz Dallas-Fort Worth Film Critics Association Award de Melhor Atriz Golden Globe Award de Melhor Atriz- Filme (Drama) London Film Critics Circle Award de Melhor Atriz do Ano National Board of Review Award de Melhor Atriz New York Film Critics Circle Award de Melhor Atriz Phoenix Film Critics Society Award de Melhor Atriz San Diego Film Critics Society Award de Melhor Atriz San Francisco Film Critics Circle Award de Melhor Atriz Screen Actors Guild Award de Melhor Atriz em Papel Principal Southeastern Film Critics Association Award de Melhor Atriz Toronto Film Critics Association Award de Melhor Atriz Washington D.C. Area Film Critics Association Award de Melhor Atriz Indicada - Oscar de Melhor Atriz Indicada - BAFTA de Melhor Atriz Indicada - Satellite Award de Melhor Atriz - Drama |
| 2011 | Red Riding Hood                          | Vovó                     | |
| 2012 | The Company You Keep                     | Mimi Lurie               | |